# متیل بوتیرات
متیل بوتیرات (به انگلیسی: Methyl butyrate) یا متیل بوتانوات یک ترکیب شیمیایی است. شکل ظاهری این ترکیب، مایع بی‌رنگ است.
بو و طعم سیب به خاطر وجود این استر در آن است.